# Faydee
Faydee, artistnamn för Fady Fatrouni (arabiska: فادي فتروني), född 2 februari 1987 i Sydney, är en australisk sångare. Han är av libanesisk härkomst, då båda hans föräldrar ursprungligen kommer ifrån Libanon.

## Uppväxt
Faydee föddes i Australiens största stad Sydney, som det äldsta av fem barn, till muslimska föräldrar från libanesiska Tripoli, den 2 februari 1987. Hans musikintresse tog fart, när hans kusiner började spela sin sina egna beats, som de dessutom rappade och sjöng med till. Han började sedan som trettonåring, att själv skriva och spela in en del musik, detta från sitt eget sovrum.

## Karriär
Faydee upptäcktes online som nittonåring, av skivbolaget Buckle Up Entertainments ägare/grundare Ronnie Diamond. Han skrev därefter ett flertal låtar, och passade även på att finslipa sina skriv, produktions- och inspelningstekniker. År 2008 samarbetade Faydee tillsammans med producenten Divy Pota, så att han kunde utveckla sitt sound, och samtidigt prägla sin ljudmässiga stil. Det var just under samarbetet med Divy Pota, som Faydee fick en hel rad av alltmer framgångsrika låtar, såsom "I Should've Known", "Never Saw Me Coming", "Psycho", "Say My Name", och "Forget the World". Dessa låtar skulle komma till att få positiv respons, vilket fick Faydee, att på kort tid hamna i framkanten av den australiska musikindustrin, från det att han hade kommit ut på marknaden. Han använde också kraften av internet för att nå ut till en mer internationell publik, samtidigt som han gjorde framsteg på den australiska musikmarknaden, och började utveckla en stor följarskara över hela världen.
År 2014 släppte Faydee, tillsammans med Shaggy, Mohombi och Costi, den engelsk/arabiskspråkiga låten "Habibi (I Need Your Love)", som kom att bli en stor vändpunkt i hans karriär, och gav honom utmärkelser som hans första framträdande på Billboard Hot 100, samt en BMI Award för sitt låtskrivande på denna skiva. Efter succén med den tidigare nämnda låten, släppte han låten "Lullaby", som nådde kommersiella framgångar, då den kammade hem niondeplatsen på radiolistorna i Rumänien, samt dök upp på iTunes topp 10-listor, i bland annat Rumänien, Cypern, och Moldavien. I slutet av 2015 släppte Faydee singeln "Sun Don't Shine", med Divy Pota som samarbetspartner. Denna låt kammade hem förstaplatsen på iTunes-listorna i Bulgarien och Azerbajdzjan, samt dök upp på dess topp 10-lista, i flera andra territorier. Låten blev också en hit i Polen, och blev där den nittonde mest shazamade låten, tillsammans med ytterligare 120 000 Shazams.
År 2016 blev ännu ett tillväxtsår för Faydee. I mars det året, släpptes EP:n Legendary, där han ytterligare en gång hade valt att samarbeta tillsammans med Divy Pota. Denna EP innehöll, förutom titelsingeln "Legendary", även de andra singlarna "Amari", "If I Didn't Love You", "Ya Linda", och "Jealous". Denna EP fick ett mycket bra mottagande, av både industri och publik. Samma år släppte han även ett antal framgångsrika skivor, såsom "Love in Dubai" (tillsammans med DJ Sava), "Nobody" (tillsammans med Kat DeLuna och Leftside), och "Believe" (tillsammans med Kay One). Dessa releaser skulle senare komma att backas upp av ett kraftfullt turnéschema, samtidigt som Faydee under den resterande delen av 2016, fick 500 000 prenumeranter på YouTube, 600 000 gillamarkeringar på Facebook, och två miljoner följare på Shazam.

## Diskografi (i urval)

### Album
- 2009 – Never Saw Me Coming

### EPs
- 2013 – Unbreakable EP
- 2016 – Legendary EP
- 2017 – Patterns EP
- 2022 – Cruel EP

### Singlar
- 2013 – "Can't Let Go"
- 2015 – "I Need Your Love" (tillsammans med Shaggy, Mohombi och Costi)
- 2015 – "Who" (tillsammans med Claydee)
- 2015 – "Sun Don't Shine"
- 2016 – "Love in Dubai" (tillsammans med DJ Sava)
- 2017 – "Nobody" (tillsammans med Kat DeLuna och Leftside)
- 2018 – "Crazy"